# Религия в Российской империи
| Количество верующих, согласно переписи 1897 года | Количество верующих, согласно переписи 1897 года |
| Религия                                          | Число верующих                                   |
| ------------------------------------------------ | ------------------------------------------------ |
| Православные                                     | 87 123 604                                       |
| Мусульмане                                       | 13 906 972                                       |
| Римо-католики                                    | 11 467 994                                       |
| Иудеи                                            | 5 215 805                                        |
| Лютеране                                         | 3 572 653                                        |
| Старообрядцы                                     | 2 204 596                                        |
| Армянские христиане                              | 1 179 241                                        |
| Буддисты и ламаисты                              | 433 863                                          |
| прочие нехристианские                            | 285 321                                          |
| Реформаты                                        | 85 400                                           |
| Меннониты                                        | 66 564                                           |
| Армяно-католики                                  | 38 840                                           |
| Баптисты                                         | 38 139                                           |
| Караимы                                          | 12 894                                           |
| Англикане                                        | 4 183                                            |
| прочие христианские                              | 3 952                                            |

Религия в Российской империи — положение религиозных организаций и вероисповедная политика властей Российской империи. До Указа 17 апреля 1905 г. «Об укреплении начал веротерпимости» и Манифеста 17 октября 1905 г. в Российской Империи по закону не допускалось внеконфессиональное состояние, существовал ряд ограничений и запретов в конфессиональной сфере.

## Обязанности духовенства
Согласно законодательству Российской империи, ведение метрических записей о рождении, браке и смерти было предоставлено духовенству соответствующих исповеданий, в том числе неправославных и нехристианских. На практике это означает, что статистика империи, как правило, учитывает не рождения, а крещения; не смерти, а погребения по обряду. В результате, в большинстве случаев, в статистику рождений не попадают младенцы, умершие до крещения, или мертворождённые, а в статистику смертей — самоубийцы и пропавшие без вести.
Разные религиозные конфессии вели метрические записи с разной точностью; самыми неточными в империи считались метрики иудеев и мусульман, а у старообрядцев метрики велись полицией, фактически с ещё меньшей точностью.

## География распространения последователей основных конфессий

География распространения последователей основных конфессий по уездам и округам Российской империи по данным переписи 1897 г.
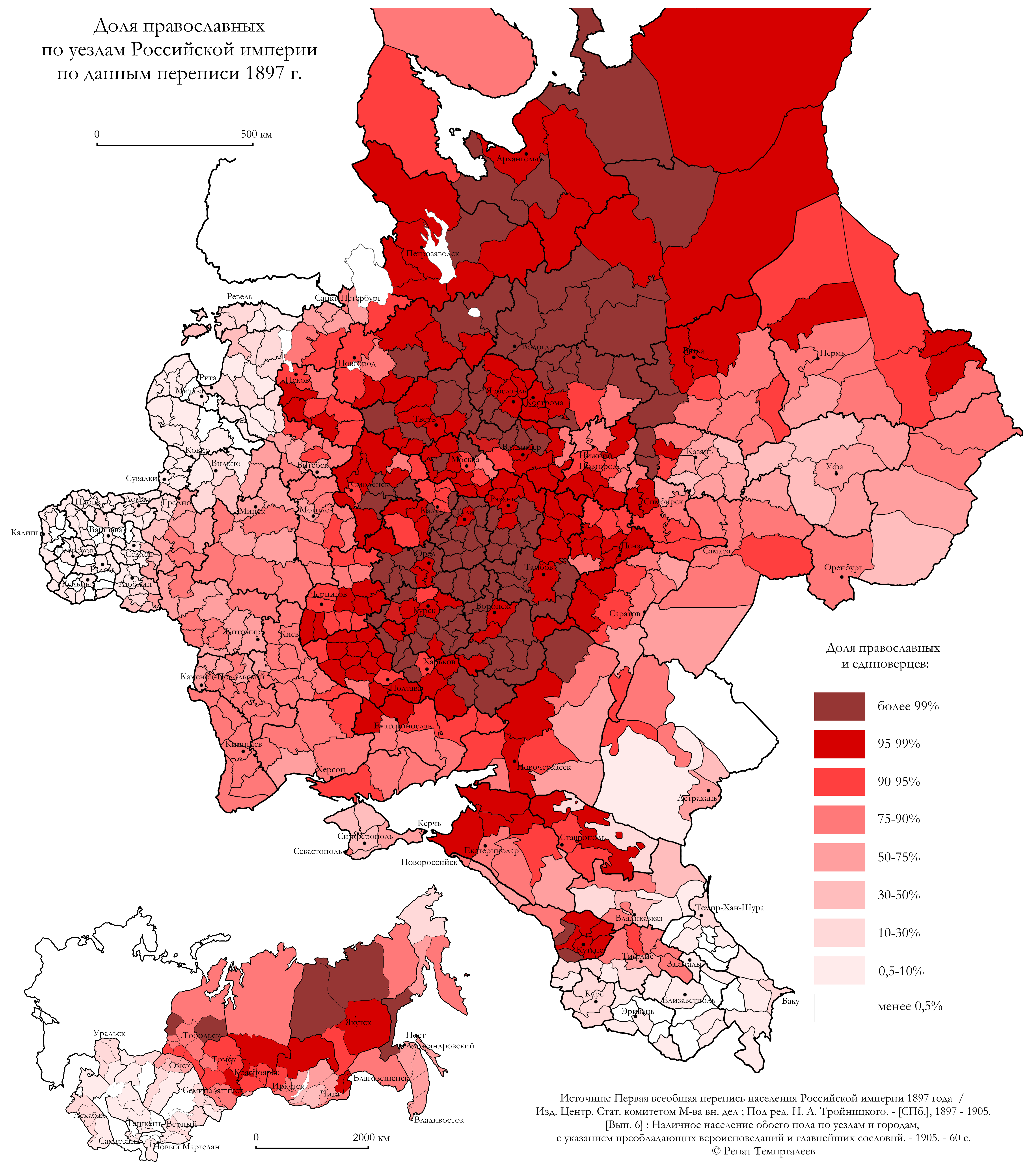
Православные
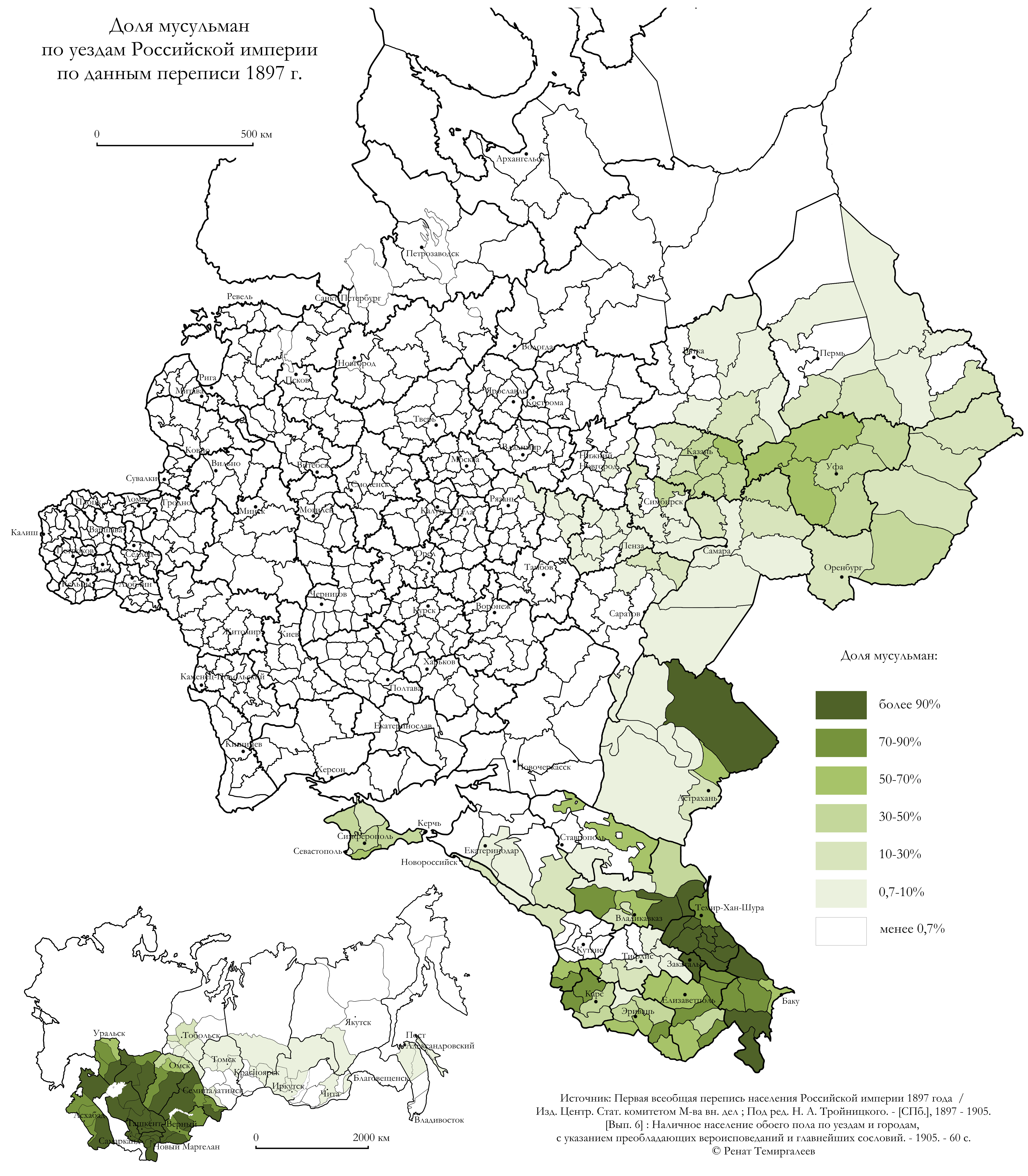
Мусульмане
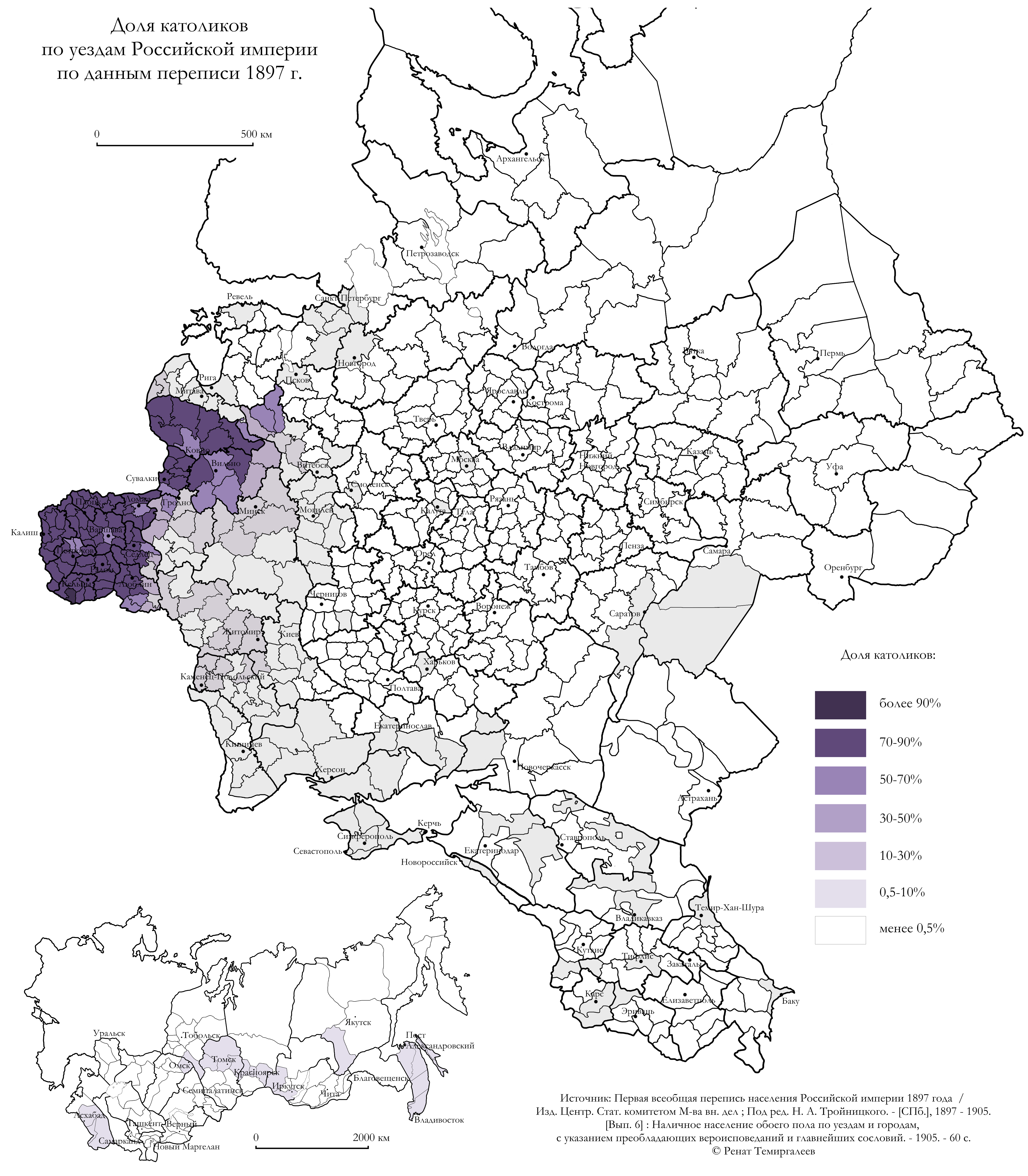
Римо-католики
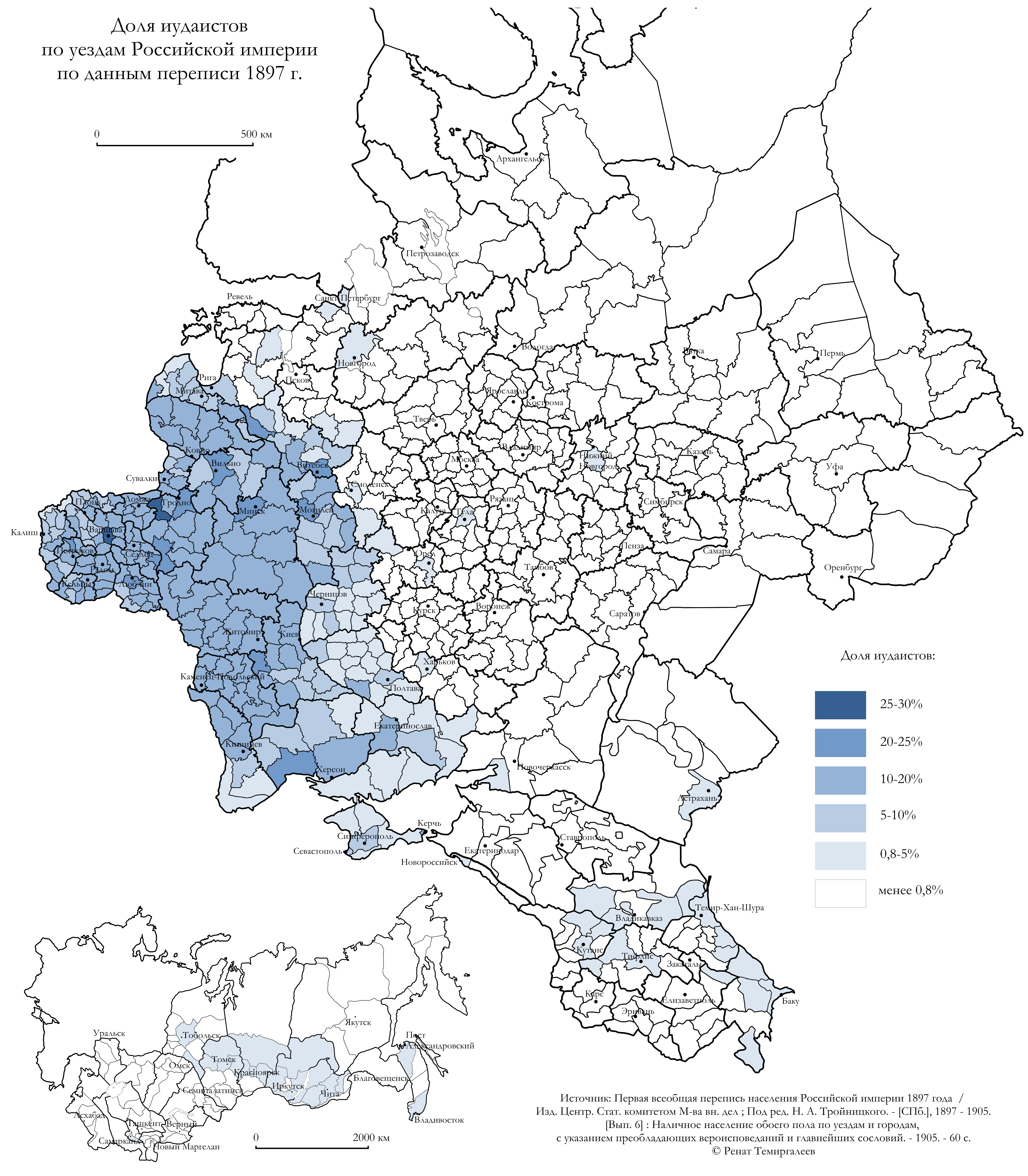
Иудаисты
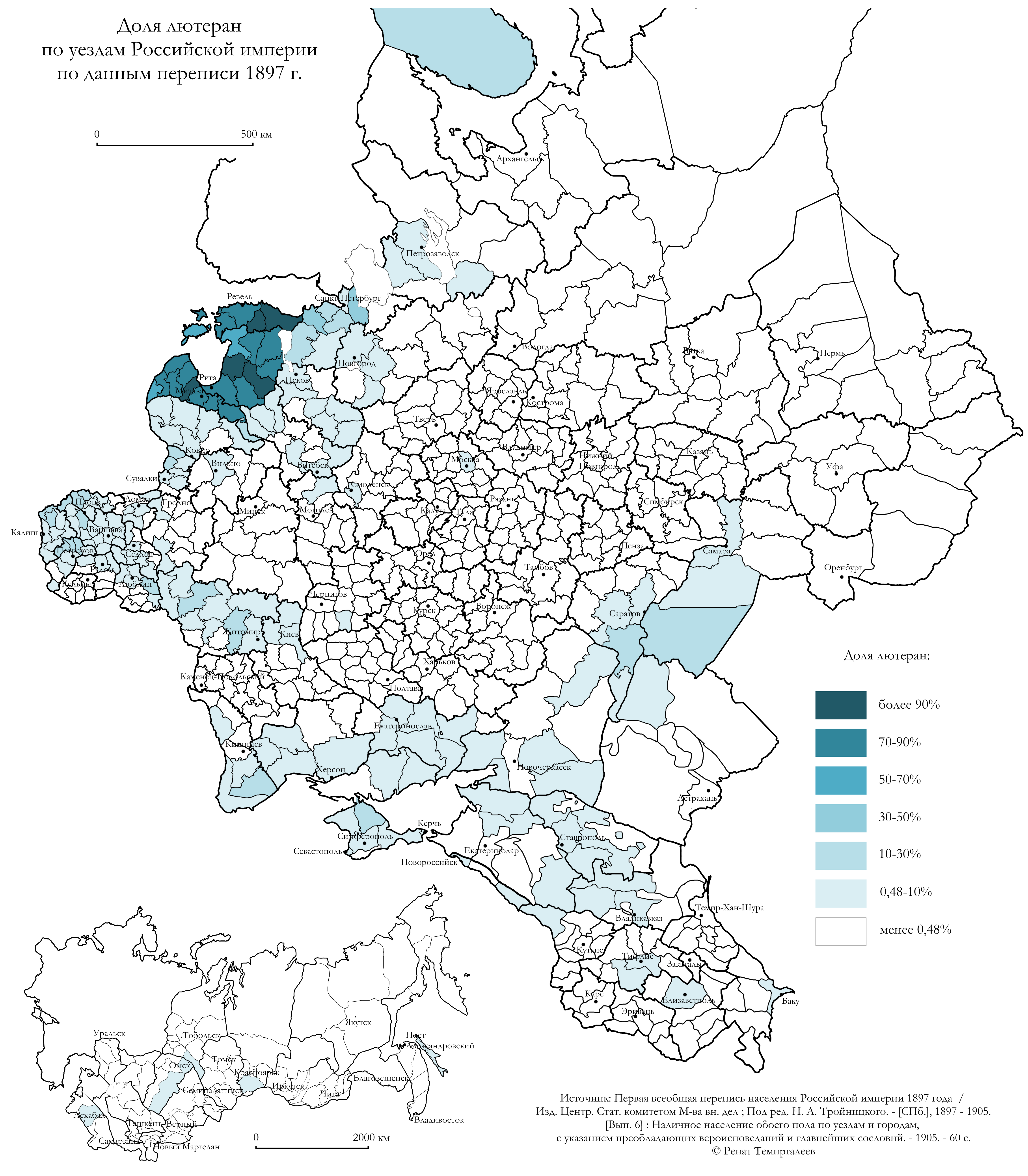
Лютеране
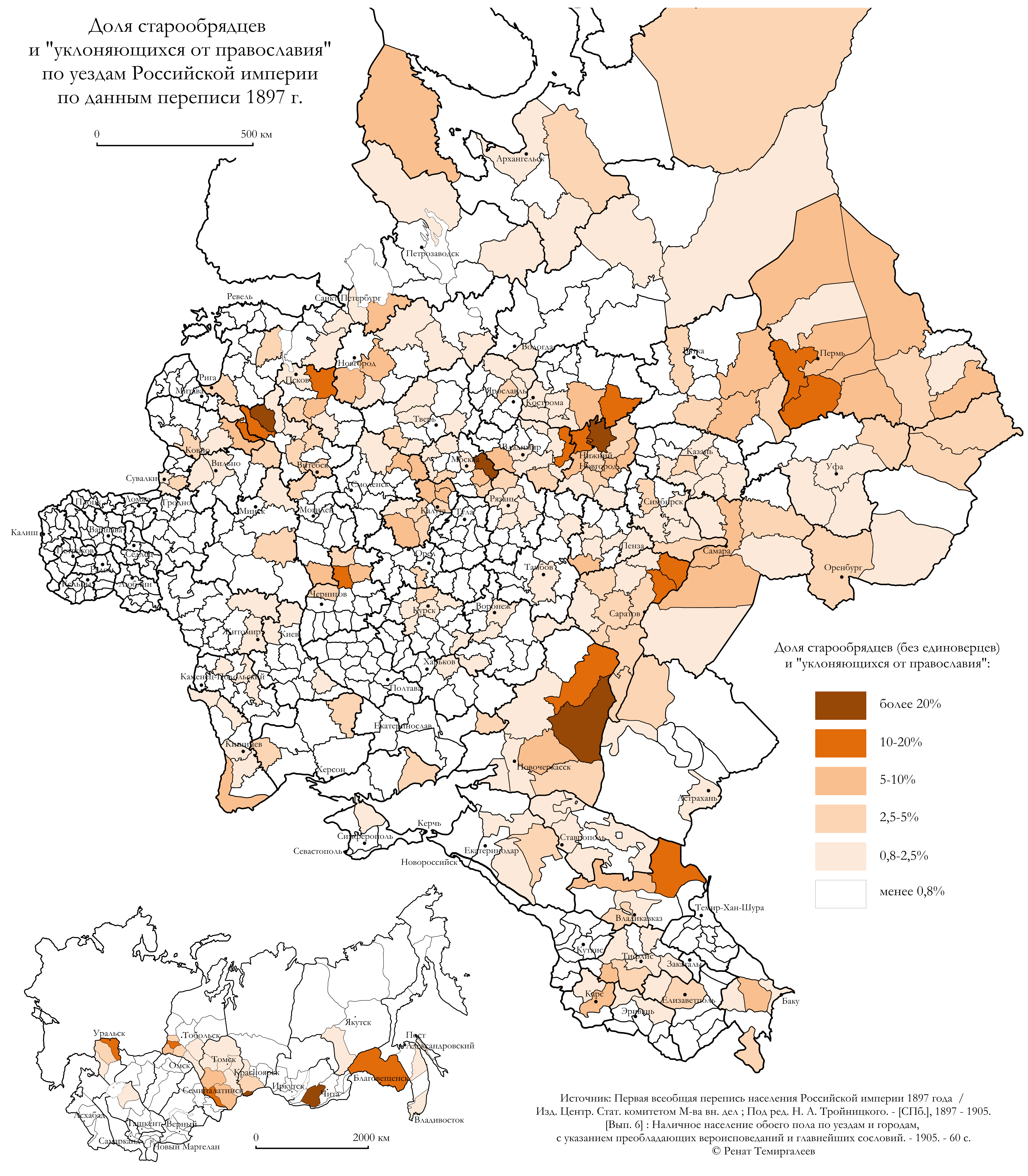
Старообрядцы
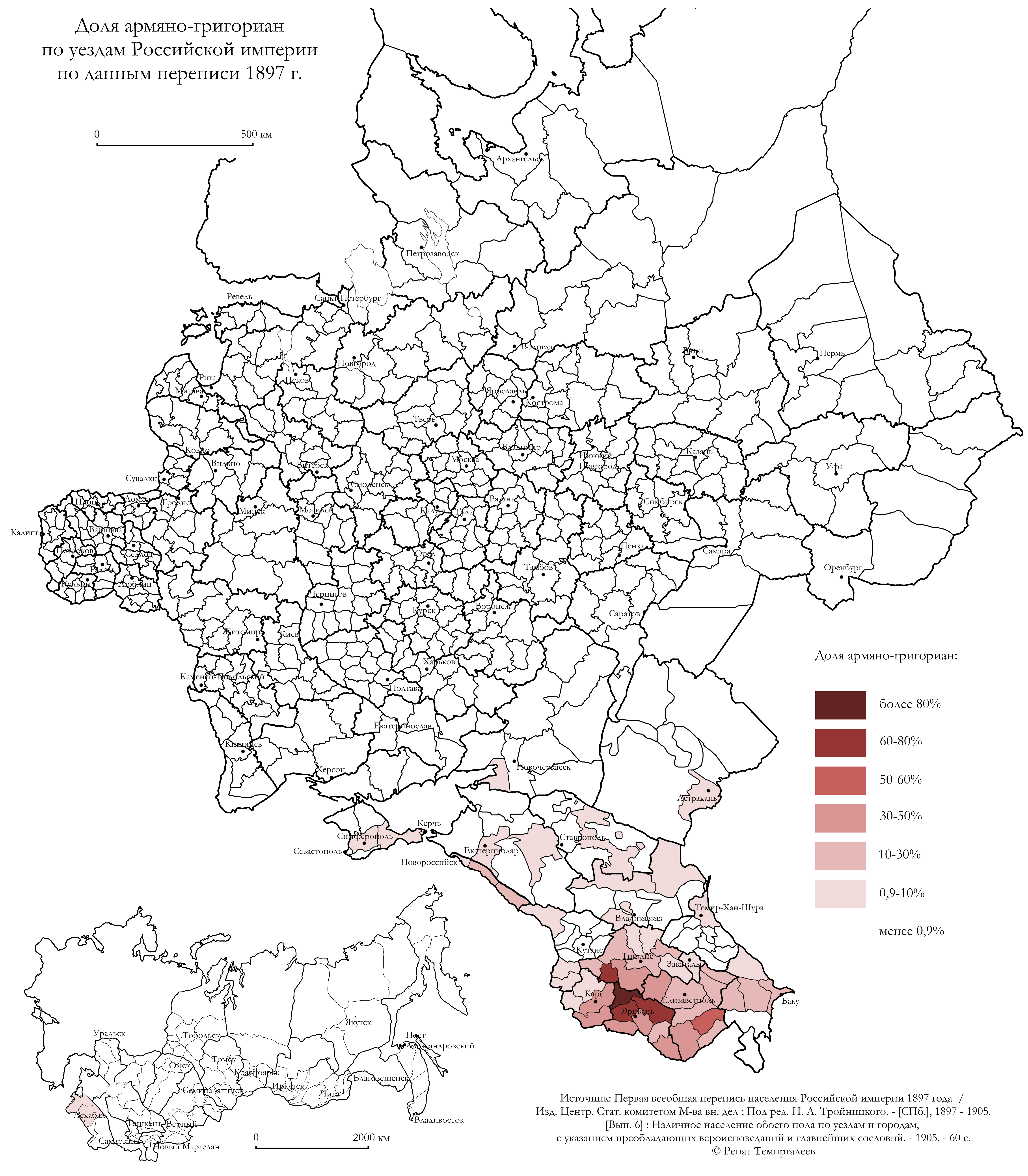
Армяно-григориане
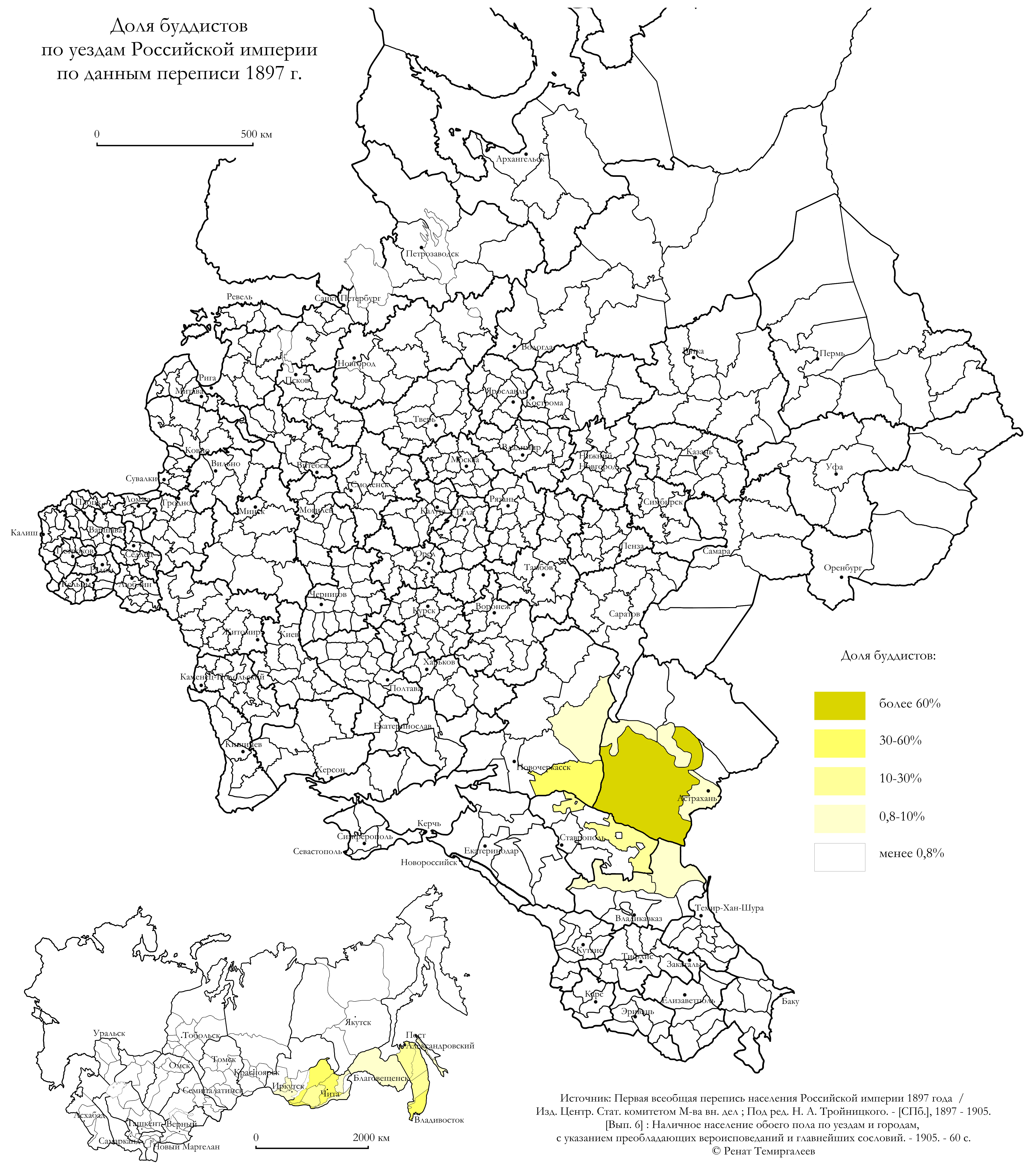
Буддисты
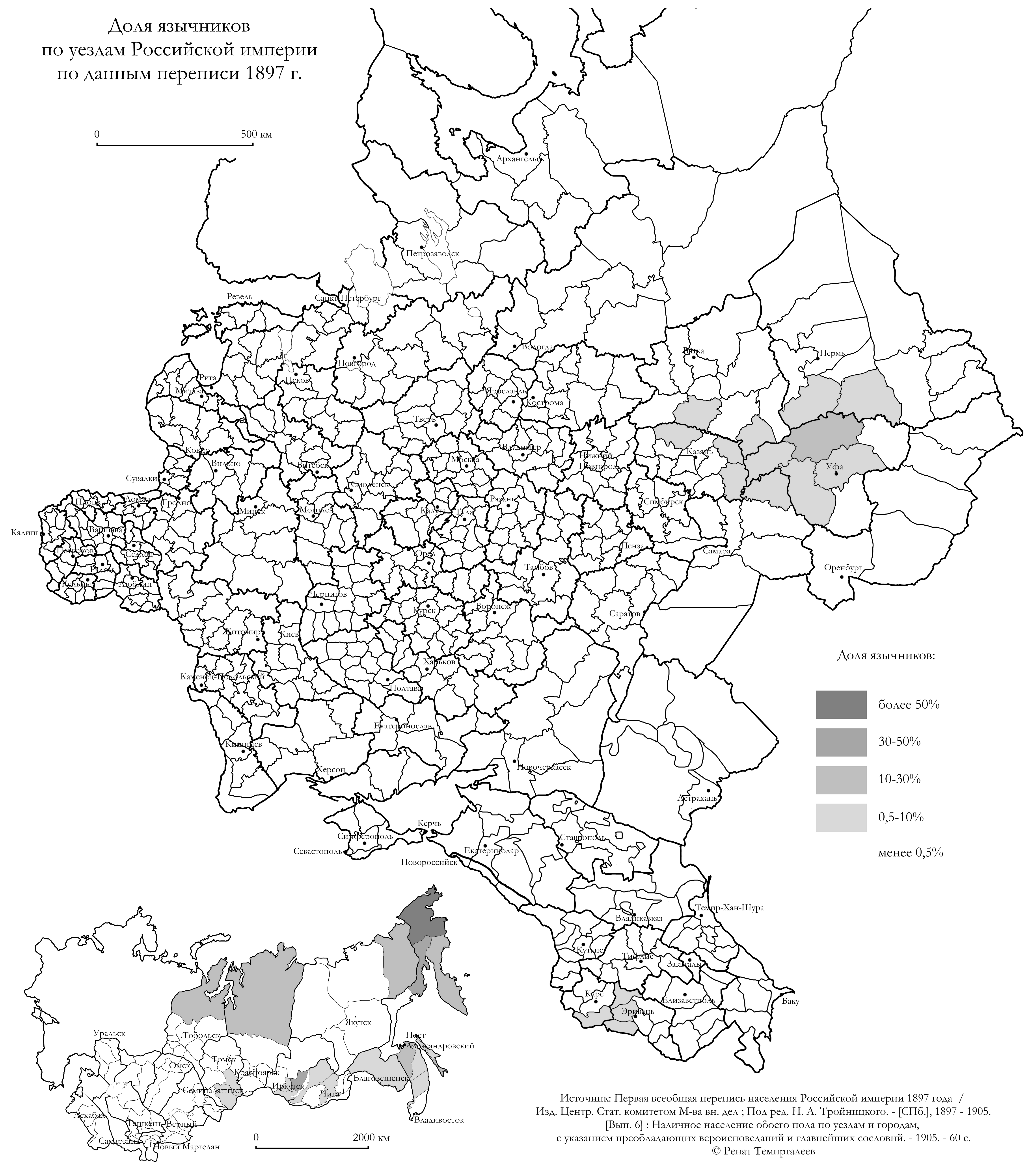
Язычники

## Ограничения вероисповеданий

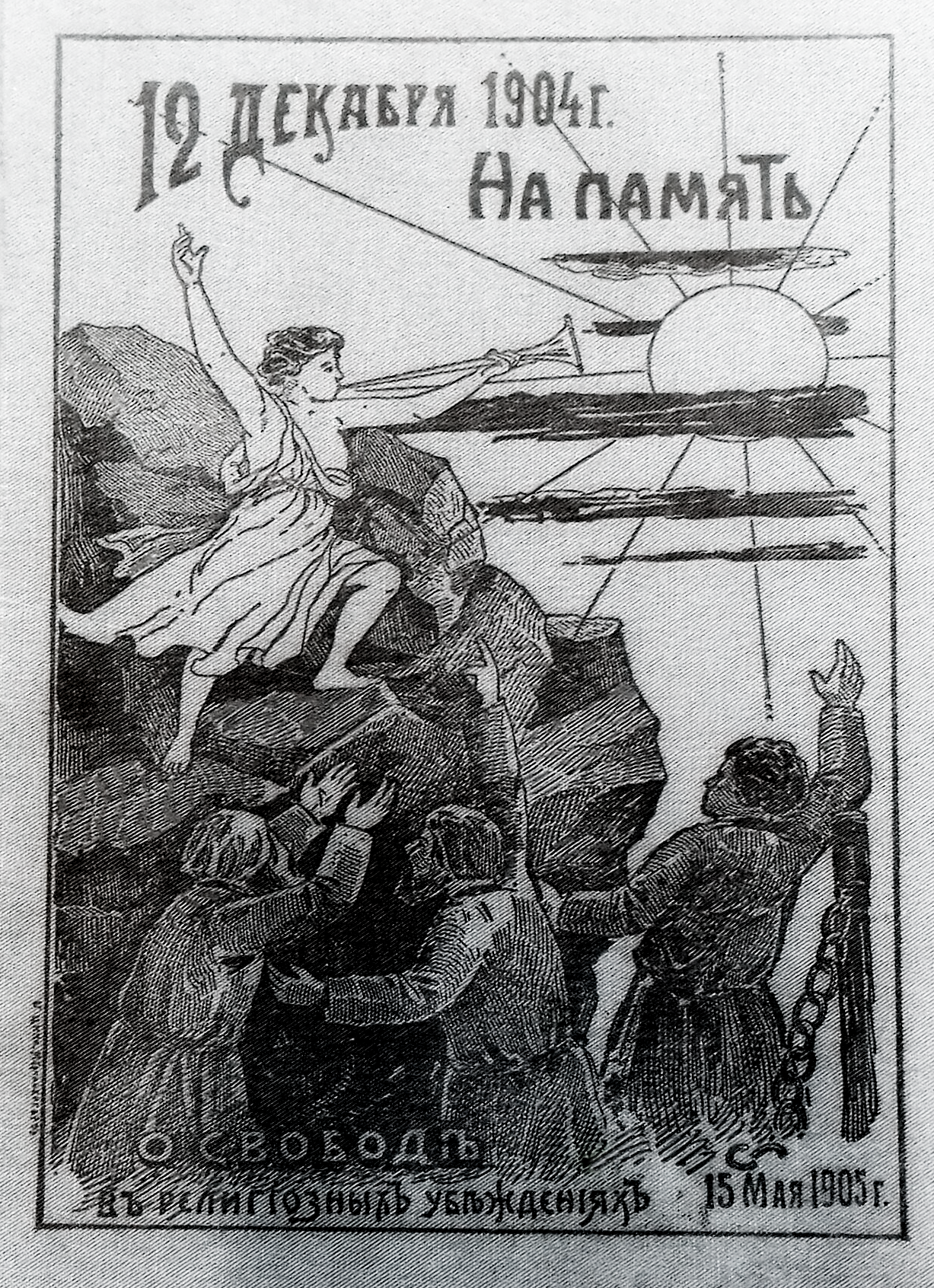
Рисунок на обложке фотоальбома «Русские баптисты», посвященный введению веротерпимости. Указанная на рисунке дата 12 декабря 1904 года — дата выхода императорского высочайшего указа Правительствующему Сенату «О предначертаниях к усовершенствованию государственного порядка», содержащего указание закрепить «терпимость в делах веры». В развитие этого указа в 1905 году был выпущен ещё один более известный «Указ Об укреплении начал веротерпимости». В результате преследования неправославных в Российской империи на несколько лет ослабли.

Признавались только религиозные формы брака. Единственным исключением с 1874 года были браки старообрядцев, поскольку религиозный брак по их обрядам не признавался государством. До 1874 года все дети старообрядцев считались незаконнорождёнными. С 1874 года для старообрядцев был введён гражданский брак: «Браки раскольников приобретают в гражданском отношении, через записание в установленные для сего особые метрические книги, силу и последствия законного брака».
Существовали ограничения брака между представителями разных исповеданий; так, по состоянию на 1898 год запрещались браки христиан с нехристианами. Исключением являлись браки лютеран с иудеями и мусульманами — они разрешались, но при соблюдении ряда условий: венчание только в лютеранской церкви, крещение детей и отказ жениха от многожёнства. В случае смешанных браков метрические записи о них дублировались для двух вероисповеданий.
До 1721 года в России были запрещены браки христиан с любыми неправославными. В 1721 года шведы, попавшие в плен во время Северной войны отправленные на службу в восточные губернии, обратились в берг-коллегию с прошением, чтобы им дозволено было жениться на православных. Берг-коллегия вошла с представлением в Синод, который разрешил брак православных с неправославными на следующих условиях: 1) супруг, вступающий в брак с лицом православного исповедания, обязывается не совращать его с православия; 2) дети от такого брака должны быть воспитываемы в православной вере. Исключение из этих условий затем было сделано только для Великого княжества Финляндского.
Ряд ограничений были наложены на переход из одной веры в другую: христианам запрещалось переходить в нехристианскую веру, православным — выходить из православия. Рядом ограничений был обставлен переход из одного «инославного» вероисповедания в другое, а не иметь никакой веры совсем запрещалось.
По свидетельству датчанина Педера фон Хавена, в 1736—1737 году путешествовавшего в Россию, свобода вероисповедания на тот момент «была всеобщей и распространялась на все конфессии, за исключением лишь евреев и иезуитов… Было опубликовано постановление, согласно которому людям нельзя было спорить о религиозных делах, под каким бы предлогом это ни делалось, стараясь внушить другим положения своей религии». В 1738 году, в царствование Анны Иоанновны, отставной морской офицер Александр Возницын обратился в иудаизм, за что был сожжён по приказу императрицы.
Вплоть до 17 апреля 1905 года выход из православия считался уголовным преступлением («совращение из православия», что каралось каторгой до 10 лет).
Государство использовало религию для решения национально-политических задач. Так, например, после польских восстаний 1831 года и 1863 года проводилась кампания по принудительному воссоединению греко-католиков с православием (в частности, этому давлению подвергались Украинская греко-католическая церковь и Белорусская греко-католическая церковь).
Присоединенные к православию иноверцы и их потомки зачастую лишь формально числились православными. Это относилось к латышам, присоединенным к православию, а затем «отпавшим» в лютеранство, греко-католикам, «упорствующим в католицизме», крещеным татарам «отпавшим в магометанство». Но самую большую группу составляли различные сектанты, отпавшие от православия, но официально числившиеся православными. Законом этим лицам запрещалось открыто исповедовать свою настоящую религию, рождения, браки и смерти этой части населения большей частью оставались не записанными в метрические книги, они не имели законной семьи.
17 апреля 1905 года был издан Указ об укреплении начал веротерпимости. Он разрешал «отпадение» от православия в другие христианские или нехристианские исповедания. Были отменены законодательные ограничения в отношении старообрядцев и сектантов. Ламаистов было воспрещено впредь официально называть идолопоклонниками и язычниками.
Уголовное Уложение о преступлениях религиозных, вступившее в силу 14 марта 1906, относило к религиозным преступлениям «богохуление и оскорбление святыни», что определялось как «произнесение бранных слов на Бога (Святую Троицу), Богородицу Деву Марию, Бесплотные Силы и Святых Угодников; предметом оскорбления святыни признаются Святые Таинства, Священное Писание, иконы, мощи, … христианская вера.». Менее тяжким преступлением считалось кощунство, то есть неуважение к христианству и его священным предметам, «непристойные насмешки» над верой и священными предметами. Богохуление христианской веры наказывалось вплоть до каторги, если оно было совершенно в церкви, в то время как богохуление иудейской, исламской, буддистской веры наказывалось, как правило, штрафом. Кроме того, преступлениями считалось «воспитывание малолетних по правилам не той веры, к которой они должны принадлежать по условиям рождения», и воспрепятствование принятию православия.
Также до 1905 г. существовала практика внесудебного заключения по «высочайшему повелению» императора в монастырские тюрьмы Соловецкого и суздальского Спасо-Ефимьева монастырей по религиозным мотивам.
В июле 1913 г. 6-й ротой 50-го Белостокского полка в монастырях горы Афон на территории Греции с применением силы были задержаны и затем вывезены в Россию свыше 600 российских монахов, бывших сторонниками имяславия, осуждённого Святейшим Синодом как ересь.

## Российская православная церковь

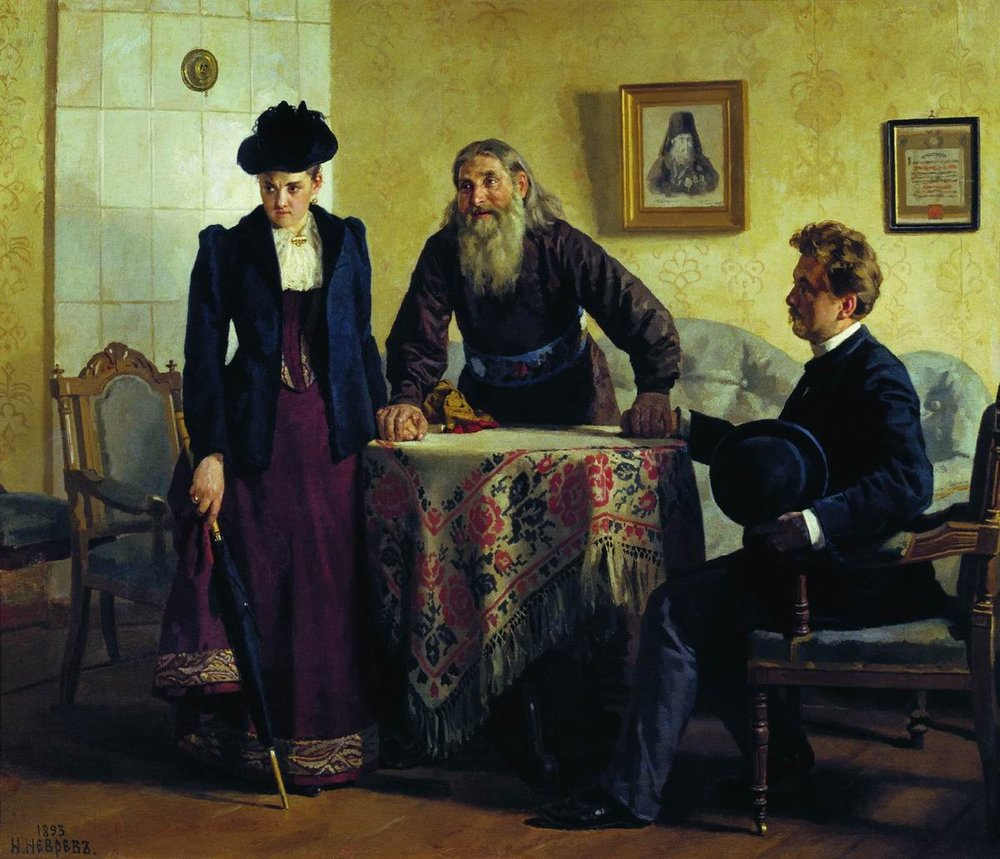
Священники выполняли различные функции. Иногда они пытались мирить враждовавших супругов. (картина «Увещевание» Н. Неврева, 1893 год)

Преобладающей религией Российской империи являлось православие, представленное Российской православной церковью, объединявшей около двух третей населения империи. В 1721 году Пётр I реорганизовал Российскую православную церковь, введя в ней синодальное правление, отменив ранее существовавшее в ней патриаршество. Таким образом, разногласия царя с церковью окончательно завершились победой первого, Российская православная церковь была возглавлена Священным синодом, полностью подконтрольным императору и ставшим фактически одним из министерств; для надзора над деятельностью Синода государство учредило особую должность синодального обер-прокурора.
Российская православная церковь имела статус государственной. Император носил титул защитника Церкви, государство выделяло средства на её содержание, признавало за церковными праздниками статус государственных, православные священники были представлены в школах и в армии. Система орденов империи была основана на именах святых, что создавало сложности при присвоении орденов лицам неправославных вероисповеданий. В частности, потребовалось ввести изменения в орденскую систему, чтобы эти награды можно было бы присваивать мусульманам, не признающим культ святых: для мусульман были разработаны ордена другого образца, из которых был исключён крест, и изображения святых заменялись государственным гербом.
Сращивание Российской православной церкви с государством проявилось и в том, что православные священники фактически получали чины в соответствии с Табелью о рангах; высшее духовенство приравнивается к генеральским чинам.
По состоянию на 1898 год Российская православная церковь насчитывала 66 епархий, из них 64 в пределах империи, одна (Алеутская) в Америке, одна (Японская православная церковь) в Японии, 37 тысяч приходов, 720 соборных церквей, 2000 церквей при общественных и государственных учреждениях, 440 монастырей мужских и 250 женских (для сравнения: на 1989 год в СССР насчитывалось 6800 приходов).
После присоединения Грузии к Российской империи Грузинская православная церковь в 1811 году была лишена самостоятельности и преобразована в Грузинский экзархат Святейшего правительствующего синода Православной российской церкви; католикос Антоний II, имевший статус постоянного члена российского Святейшего синода, был уволен от управления духовными делами Грузии, а вместе с тем было упразднено и звание католикоса.

## «Иноверные и инославные» исповедания
Многовековая территориальная экспансия России превратила её в многонациональную империю, что потребовало введения в стране начал веротерпимости. Ст. 45 «Основных законов» устанавливала, что «Свобода веры присвояется не токмо христианам иностранных исповеданий, но и евреям, магометанам и язычникам (а): да все народы, в России пребывающие, славят Бога всемогущего разными языки по закону и исповеданию праотцев своих, благословляя царствование Российских Монархов, и моля Творца вселенной о умножении благоденствия и укреплении силы Империи». Однако поощрялся переход неправославных в православие и было враждебное отношение к прозелитизму неправославных конфессий.
Одной ступенью ниже РПЦ находились «признанные терпимые» вероисповедания, представленные значительной частью населения империи: католики, протестанты, мусульмане, иудеи и буддисты. Они имели право свободно отправлять культ, вести религиозное обучение, владеть имуществом.
Деятельность Армянской апостольской церкви на территории Российской империи осуществлялась в соответствии с особым «Положением» («Сводом законов Армянской Церкви»), утверждённым императором Николаем I в 1836 году. Согласно этому документу, в частности, был упразднён Албанский католикосат, епархии которого вошли в состав непосредственно ААЦ. По сравнению с другими христианскими общинами в Российской империи, Армянская Апостольская Церковь, благодаря своей конфессиональной обособленности, занимала особое положение, которое включало некоторые ограничения — в частности, армянский католикос должен был рукополагаться только с согласия императора.Несмотря на стабильное положение Армянской церкви в России, имели место некоторые её притеснения со стороны властей. В 1885—1886 гг. армянские приходские школы были временно закрыты, а с 1897 года — переданы в ведомство Министерства просвещения. В 1903 году был издан указ о национализации армянских церковных имуществ, отменённый в 1905 после массовых возмущений армянского народа.
Вслед за признанием ислама «терпимым» Российская империя начала предпринимать попытки интегрировать мусульманское духовенство в государственный аппарат, по образцу РПЦ. Екатерина II принимает решение учредить в 1788 году «Оренбургское магометанское духовное собрание» (ведавшее татарами и башкирами), в дальнейшем после реорганизаций получившее название «Духовное Управление Мусульман» (позднее также появляется Таврическое духовное правление) Таким образом, у мусульман появился свой глава, утверждаемый императором.
Особенностью ислама (в отличие от других «терпимых» вероисповеданий) был тот факт, что в последние десятилетия существования империи несколько миллионов мусульман проживали в российских протекторатах — Хивинском ханстве и Бухарском эмирате. Эти вассальные владения формально в состав империи не входили, хотя и были зависимы от нее, а их жители подданными России не были.
Прочие религии находились в ведении департамента духовных дел иностранных исповеданий в составе министерства иностранных дел. Этот департамент ведал римско-католической духовной коллегией из представителей церкви, иудеи ведались через особую раввинскую комиссию с совещательными правами. На иудеев распространялись различные законодательные ограничения (см. статью История евреев в России).

## Не признававшиеся государством конфессии

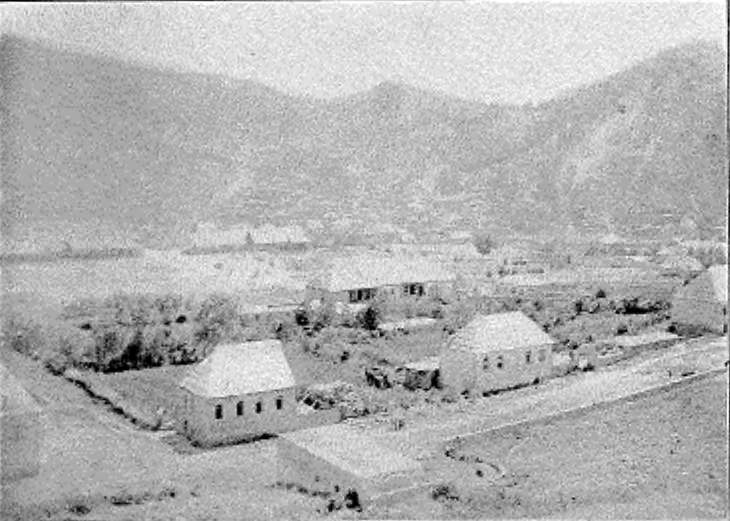
Поселение ссыльных по религиозным убеждениям в Гирюсах

Особенностью имперской религиозной политики было существование не признанных государством конфессий, именовавшихся сектами, которые разделялись по степени их «вредности». Такая классификация была впервые установлена в 1842 году постановлением Особого временного комитета по делам раскольников по согласованию со Святейшим Синодом, и включала деление на «вреднейшие», «вредные», и «менее вредные».
«Менее вредные» или «терпимые непризнанные» — это, в первую очередь, старообрядцы, которые подвергались различным ограничениям, но принадлежность к которым сама по себе не считалась преступлением. Вплоть до 1905 года старообрядцы официально именовались «раскольниками». В статье 60 Устава о предупреждении и пресечении преступлений говорилось: «Раскольники не преследуются за мнения их о вере; но запрещается им совращать и склонять кого-либо в раскол свой под каким бы то видом». Им было запрещено строить церкви, заводить скиты, а существующие даже чинить, а также издавать какие-либо книги, по которым совершались их обряды. Некоторые ограничения для старообрядцев (в частности, запрет занимать общественные должности) были отменены в 1883 году.
В самом низу числились «непризнанные нетерпимые», «вреднейшие» вроде сект скопцов и хлыстов, которых государство подвергало преследованиям в уголовном и административном порядке; в целом подобным преследованиям подвергались: молокане, духоборы, хлысты (объявлены «особо вредными»), мормоны, штундисты (запрещены в 1894 году, будучи объявлены «сектою особенно вредною в церковном и общественно-государственном отношениях») адвентисты седьмого дня (легализованы в 1906 году), также субботники и прочие иудействующие.

## Эксплуатация религии государством
1 мая 1722 года Синод опубликовал указ, в котором священнику предписывалось нарушать тайну исповеди. Если исповедуемый скажет, что хочет совершить преступление, «наипаче же измену или бунт на государя, или на государство, или злое умышление на честь или здравие государево и на фамилию Его величества», то священнику следовало «тайно сказать, что такой-то человек… имеет злую на государя или на прочее… мысль».
Для получения от подследственного необходимой информации иногда использовался такой способ, как «увещевание», что означало беседу со священником, который, будучи фактически государственным служащим, уговаривал подследственного во всем признаться.
Очень показательно стихотворение «Дубровин на исповеди» («В тюрьме, пред казнию, удалый террорист/Попу-духовнику в глаза глядел сурово…») русского поэта-народовольца П. Безобразова (Прокопия Васильевича Григорьева), опубликованное в «Правде» в 1882 году.
Для вразумления восставших декабристов на Сенатской площади император отправил двух митрополитов — Санкт-Петербургского Серафима и Киевского Евгения, но они оказались абсолютно беспомощны в своих попытках утихомирить толпу.

## Религия и образование
Закон Божий являлся первым и главным предметом изучения в начальной школе и одним из значимых в средней школе. Одним из основных видов начальной школы были церковно-приходские школы. В состав Закона Божьего как школьного предмета в начальной школе входили катехизис, церковные молитвы, Священная история, разъяснение богослужения. В средних учебных заведениях к этому добавлялась история христианской церкви. Право преподавать Закон Божий имели только священнослужители или лица, получившие образование в духовных семинариях. В гимназиях учащиеся, записанные православными, изучали его с первого по седьмой класс, по два часа в неделю (для иноверцев уроки Закона Божия либо проводили служители соответствующих конфессий, либо они были освобождены от них). Наряду с умением читать, знание основ православия являлось одним из обязательных требований к поступающим в гимназию. Православные ученики должны были ежегодно предоставлять справку об исповеди и причастии. Художник Евгений Спасский вспоминал: «Посещение же всех церковных служб именно в своей церкви было обязательным, при входе в церковь сидел надзиратель и в журнале отмечал приход ученика. Пропуск одной службы без уважительной причины, то есть без справки от врача, значит, в четверти по поведению будет четыре; пропуск двух — вызывают родителей, а трёх — увольнение из гимназии. А служб этих было без конца: суббота, воскресенье и каждый праздник, все отдыхают, а мы стоим, и стоим подолгу, так как священник наш был тягомотный и служил медленно и долго».
Обычно преподаватели Закона Божьего не пользовались уважением у учеников. Даже архимандрит Сергий (Савельев) вспоминал: «Ещё в реальном училище я и многие мои товарищи мучились от скуки на уроках Закона Божьего. Надо же умудриться так преподавать Закон Божий, закон Любви, что у учеников пропадало всякое желание его изучать. И если я, живя восемь месяцев в году вне семьи, среди чужих людей, всё-таки сохранил веру, то этим я обязан прежде всего своим незабвенным родителям». На III съезде Всероссийского союза учителей в 1906 году высказывалось мнение о том, что Закон Божий «не подготовляет учеников к жизни, а вытравляет критическое отношение к действительности, уничтожает личность, сеет безнадежность и отчаяние в своих силах, калечит нравственную природу детей, вызывает отвращение к учению. И гасит народное самосознание».

## Религия в вооружённых силах
Российская империя следила за тем, чтобы все православные верующие получали услуги церкви в полной мере даже находясь на службе. Существовали благочинные и священники в корпусах. Морское и военное духовенство в 1883—1888 было объединено.

## Падение религиозности
В середине XIX века, на закате царствования Николая I, согласно статистике Священного синода, религиозный индифферентизм был уже довольно широко распространен среди населения. Процент «не бывших у исповеди по нерадению православных» из года в год возрастал: с 1852 г. 9,1 % православных мужчин и 8 % женщин игнорировали выполнение этой важной религиозной обязанности.
Во второй половине XIX века процесс распространения индифферентного отношения к православию неграмотного сельского населения стал нарастать. Вот два примера конца 1870-х годов. Из общего числа 580 прихожан села Дмитровского Звенигородского уезда Московской губернии на годовой исповеди побывали лишь 214 человек. В селе Архангельском Верейского уезда Московской губернии 580 прихожан не явились на исповедь.
В 1916 году Синод в определении № 676 признал, что началось массовое отпадение от веры.